# Banda musicale

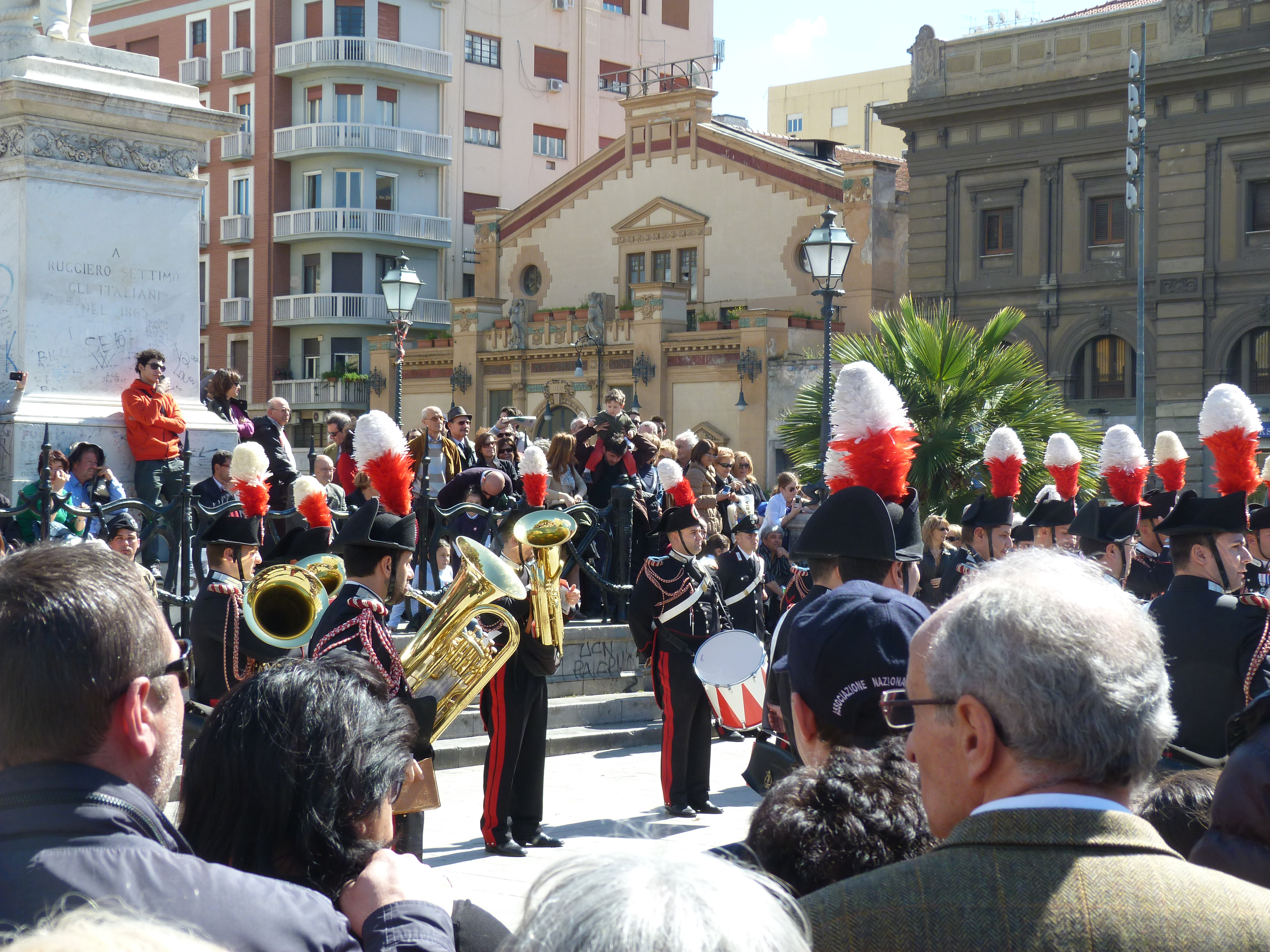
Banda musicale dell'Arma dei Carabinieri

Una banda musicale, o semplicemente banda, o anche orchestra di fiati è un complesso musicale formato esclusivamente da strumenti musicali a fiato e a percussione. In alcune formazioni si può trovare anche il contrabbasso ed in questo caso è più appropriata la denominazione orchestra  di fiati o wind band.
L'assenza degli archi (violini, viole e violoncelli) è compensata dall'impiego di strumenti a fiato normalmente estranei all'orchestra sinfonica, come i flicorni, e dall'uso massiccio di strumenti a fiato costruiti in diversi "tagli", come vari tipi di clarinetto e di sassofono.
Gli organici delle bande sono estremamente eterogenei e presentano varianti a seconda delle zone geografiche, dalle tradizioni locali e, principalmente nei complessi non professionali (dove tuttavia è necessario valutare l'aspetto economico), dalla disponibilità di strumentisti.
Anche il livello tecnico-musicale è determinato da numerose variabili: in linea generale si possono distinguere compagini professionali, il cui livello tende all'alto, e gruppi dilettantistici, in cui tuttavia possono essere presenti elementi con una buona preparazione (anche accademica), il cui livello è molto variabile e dipende dalla competenza dei maestri (direttori delle scuole di musica spesso associate ai complessi), nonché dall'interesse delle istituzioni locali.
Riguardo alla sfera accademica, nei conservatori di musica è da molto tempo possibile conseguire il diploma in Strumentazione per Banda.

## Organico

### Storia
Già nell'antichità esistevano complessi di strumenti a fiato. I Romani li usavano per manifestazioni religiose, militari e civili. Nel Medioevo si formano i primi gruppi musicali simili alla banda, tra i quali il complesso che accompagnava il Carroccio.
L'origine della banda, così come è intesa oggi, però, risale al XIV secolo, quando un numero ridotto di suonatori prestava servizio presso le Corti e le Signorie, con compiti artistici e di parata. Nel XVIII secolo la banda era composta da un numero non superiore a diciotto elementi; verso la fine del secolo, vennero perfezionati nuovi strumenti e le bande si distinsero tra quelle cittadine e militari. Fino al 1845 le bande reggimentali erano formate da un ottavino, un quartino in fa, quattro o più clarinetti in do, due fagotti, due oboe, due trombe, un trombone, due corni, un cimbasso, un serpentone, un controfagotto, timpani, batteria turca..
In Francia le bande ebbero un forte impulso e nel 1845 fu accettata una riforma proposta da Adolphe Sax che prevedeva l'inserimento di sassofoni alti, bassi e soprani, e saxcorno acuto. In Italia, invece, fino al 1860 non esistevano bande con l'organico predefinito e solamente lo stato Pontificio possedeva qualche banda che lavorava a tempo pieno, mentre altrove le bande civili suonavano per lo più in occasioni speciali, quali nozze e ricevimenti di sovrani. Nel 1865, in un congresso musicale effettuato a Napoli, venne accolto il progetto di Krakamp che distingueva le bande dalle fanfare.
Nel 1901 il maestro Alessandro Vessella, a Roma, portò avanti una riforma che fu accolta favorevolmente anche all'estero e che prevedeva un'unica partitura divisa per gruppi: ance, ottoni chiari, ottoni scuri e percussioni. Nei primi decenni del Novecento le bande civili, in Italia, si moltiplicarono.

### I tre organici vesselliani
La riforma vesselliana prevede tre organici: piccola banda (35 esecutori), media banda (54 esecutori) e grande banda (102 esecutori). Caratteristica principale di tali formazioni è la grande varietà strumentale: Vessella mirava infatti ad utilizzare il maggior numero di strumenti appartenenti a ciascuna famiglia, dal più acuto al più grave. In tal modo era possibile ottenere sfumature timbriche impossibili da ottenere con gli organici precedenti.
Piccola Banda (35 esecutori)
un Flauto in Do (anche Ottavino)
un Clarinetto Piccolo in Mi♭
4 Clarinetti Soprani in Si♭ Primi
4 Clarinetti Soprani in Si♭ Secondi
un Clarinetto Contralto in Mi♭
un Saxofono Soprano in Si♭
un Saxofono Contralto in Mi♭
un Saxofono Tenore in Si♭ (con obbligo di Clarinetto Basso in Si♭)
un Saxofono Baritono in Mi♭
2 Corni in Mi♭ o in Fa
2 Cornette in Si♭
3 Tromboni Tenori in Si♭ (o due Tenori in Si♭ e un Basso in Fa)
un Flicorno Sopranino in Mi♭
2 Flicorni Soprani in Si♭
2 Flicorni Contralti in Mi♭
un Flicorno Tenore in Si♭
2 Flicorni Baritoni in Si♭
un Flicorno Basso Grave in Fa o in Mi♭
un Flicorno Contrabbasso in Si♭
un Tamburo (con obbligo di Timpani)
una Cassa
un paio di Piatti
Media Banda (54 esecutori)
2 Flauti in Do (uno con obbligo di Ottavino)
2 Oboi
un Clarinetto Piccolo in La♭
2 Clarinetti Piccoli in Mi♭
6 Clarinetti Soprani in Si♭ Primi
6 Clarinetti Soprani in Si♭ Secondi
un Clarinetto Contralto in Mi♭
un Clarinetto Basso in Si♭
un Saxofono Soprano in Si♭
un Saxofono Contralto in Mi♭
un Saxofono Tenore in Si♭
un Saxofono Baritono in Mi♭
un Saxofono Basso in Si♭
2 Corni in Mi♭ o in Fa
2 Cornette in Si♭
una Tromba Contralta in Mi♭
una Tromba Bassa in Si♭
3 Tromboni Tenori in Si♭
un Trombone Basso in Fa
un Flicorno Sopranino in Mi♭
2 Flicorni Soprani in Si♭
3 Flicorni Contralti in Mi♭
2 Flicorni Tenori in Si♭
2 Flicorni Baritoni in Si♭
un Flicorno Basso Grave in Fa
un Flicorno Basso Grave in Mi♭
2 Flicorni Contrabbassi in Si♭
2 Tamburi (uno con obbligo di Timpani)
una Cassa
un paio di Piatti
Gran Banda (102 esecutori)
4 Flauti in Do (uno con obbligo di Ottavino)
2 Oboi in Do (uno con obbligo di Corno Inglese in Fa)
2 Clarinetti Piccoli in La♭
2 Clarinetti Piccoli in Mi♭
6 Clarinetti Soprani in Si♭ Primi A
6 Clarinetti Soprani in Si♭ Primi B
6 Clarinetti Soprani in Si♭ Secondi A
6 Clarinetti Soprani in Si♭ Secondi B
2 Clarinetti Contralti in Mi♭
2 Clarinetti Bassi in Si♭
un Clarinetto Contra-alto in Mi♭
un Clarinetto Contrabbasso in Si♭
2 Saxofoni Soprani in Si♭
2 Saxofoni Contralti in Mi♭
2 Saxofoni Tenori in Si♭
2 Saxofoni Baritoni in Mi♭
2 Saxofoni Bassi in Si♭
2 Contrabbassi ad ancia
6 Corni in Mi♭ o in Fa
6 Cornette in Si♭
2 Trombe Contralte in Mi♭
2 Trombe Basse in Si♭
4 Tromboni Tenori in Si♭
un Trombone Basso in Fa
un Trombone Contrabbasso in Si♭
2 Flicorni Sopranini in Mi♭
4 Flicorni Soprani in Si♭
4 Flicorni Contralti in Mi♭
2 Flicorni Tenori in Si♭
4 Flicorni Baritoni in Si♭
2 Flicorni Bassi-Gravi in Fa
2 Flicorni Bassi Gravi in Mi♭
2 Flicorni Contrabbassi in Si♭
1 Contrabbasso a corda
Timpani
2 Tamburi (con obbligo di Tamburello Basco, Triangolo e vari)
una Cassa
due paia di Piatti (con obbligo di Tam-Tam, Campane e vari)

### Banda militare
Suonatori erano già impiegati negli eserciti antichi, specialmente nell'esercito dell'antica Roma, e anche tra i Greci, che suovavano le trombe.
Ma c'erano anche corporazioni non militari. Queste corporazioni, con vari nomi e figure, ricompaiono nelle corti feudali e nei comuni medievali. 
Fu in particolare introdotta la figura del tamburino che indicava la cadenza. L'origine è araba e da questi introdotti in Europa.
L'Esercito Francese, le truppe svizzere, hanno già nel XVI secolo loro reparti di strumentisti rigidamente organizzati. Decisivo slancio si ebbe in Francia e in Germania che servì di base al progressivo sviluppo bandistico in Europa.
Con la Rivoluzione francese e la formazione dell’esercito nazionale le precedenti bande reggimentali cessavano di essere “proprietà” degli ufficiali, che dovevano provvedere personalmente al loro mantenimento, e divennero parte organica dell’esercito.
Notevole fu poi nel XIX secolo lo sviluppo di complessi bandistici militari anche in Gran Bretagna, Belgio, Prussia, Austria e Russia.

### Banda da parata
Formazione caratterizzata esclusivamente da strumenti (aerofoni e a percussione) tali da rendere possibile l'esecuzione musicale durante la marcia. Agli strumenti aerofoni (ottavini, flauti, fagotti, clarinetti, oboi, sassofoni, trombe, tromboni, flicorni, sousafoni) si aggiungono quelli a percussioni (tamburo militare, grancassa, piatti e triangolo).
Durante le parate, essendo impossibile la direzione tradizionale, la banda viene diretta dal mazziere (chiamato, nelle bande militari e nelle marching band, tamburo maggiore) che sfila insieme ai suonatori, precedendoli e dando loro le spalle. La direzione tramite una mazza permette di imporre non solo i comandi relativi alla musica ma anche quelli relativi ai movimenti da eseguire, vedasi ad esempio le Musikkapelle ancora esistenti nell'area del Tirolo storico.
La marching band è una banda da parata caratterizzata da un alto livello tecnico, da un ricercato stile di marcia e dalla costruzione di uno spettacolo coreografico.

### Banda da concerto (orchestra di fiati, o banda sinfonica)
È una formazione che si esibisce su un palco e non sfila. Nel suo organico comprende quindi gli strumenti a fiato propri della banda da parata ma anche altri più scomodi da suonare in movimento, come le doppie ance (oboe, corno inglese, fagotto, controfagotto), il clarinetto basso e contrabbasso, le tube più grandi; in alcuni casi può integrare al suo interno strumenti non portatili come l'arpa, il pianoforte o la tastiera elettronica, il violoncello, il contrabbasso, il glockenspiel e persino la chitarra (classica o elettrica) ed il basso elettrico.
L'integrazione principale è, indiscutibilmente, nella sezione delle percussioni con tastiere (celesta, glockenspiel, xilofono, vibrafono, marimba, campane tubolari), timpani, batteria e un'infinita scelta di effetti, accessori, "rumori" e percussioni africane, latino-americane, orientali.
Questi strumenti arricchiscono molto la tavolozza timbrica della banda, permettendo sia di ottenere sonorità altrimenti impossibili, sia di integrarsi con gli strumenti più tradizionali (ad esempio per arricchire ed "ammorbidire" il suono degli strumenti gravi). Tale complesso rende possibile l'esecuzione di un repertorio decisamente variegato che può spaziare dalle tradizionali marce alle sinfonie d'opera, passando per il pop, il jazz, il funk, il blues e il rock, per arrivare alle grandi composizioni originali per organico bandistico. Frequente è l'unione della banda con complessi corali e con cantanti solisti.
La banda sinfonica ha origini piuttosto recenti (XIX/XX secolo). Un esempio di banda sinfonica di eccellenza che ricalca l'organico tipicamente italiano codificato da Alessandro Vessella è la banda musicale dell'Arma dei Carabinieri, mentre in ambito professionale possiamo citare la Civica Orchestra di fiati del Comune di Milano.La Banda più antica d'Italia è la Società Filarmonica "Guido Moretti 1518" - di Pietra Ligure - Fondata l'8 luglio 1518 dal Parroco Don Nicolò Nano per accompagnare funzioni e processioni religiose come testimoniato dall'atto notarile steso da Gerolamo Basadonne di Pietra Ligure.

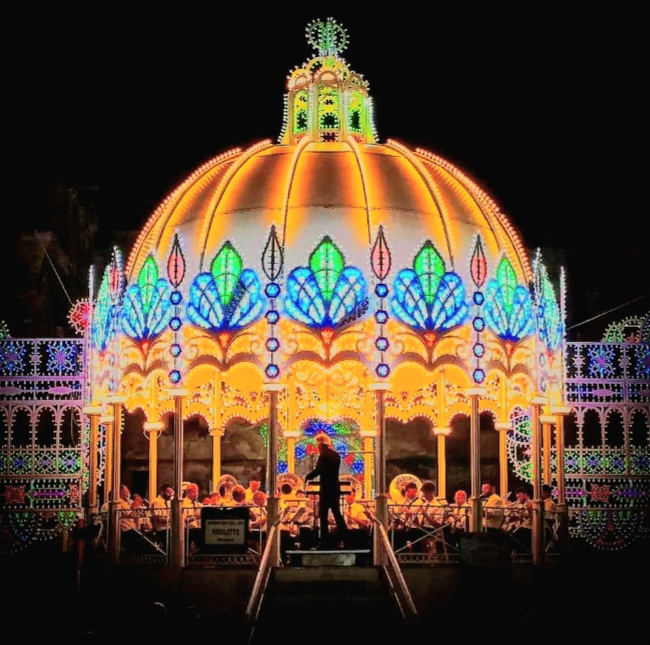
La Banda di Ailano diretta da Giovanni Minafra

### Banda da giro
Un particolare tipo di banda è la "Banda da giro", tipica del sud Italia ed in particolar modo di Puglia, Campania e Abruzzo. Si tratta di grandi formazioni che, accanto ad un ampio repertorio di marce sinfoniche e musiche religiose, eseguono sui tipici palchi chiamati "casse armoniche" trascrizioni di intere sinfonie classiche e poemi sinfonici, come ad esempio la Quinta o la Settima di Beethoven, l'Ouverture 1812 di Čajkovskij, I pini di Roma di Respighi o i Quadri da un'esposizione di Musorgskij.
Eseguono anche ampie trascrizioni (famose quelle di A.Vessella) di opere liriche (ad es. di Verdi, Puccini, Bellini), dove le arie cantate vengono interpretate da solisti al flicorno: il flicorno sopranino (spesso sostituito dalla cornetta soprana) ha il ruolo del soprano, il flicorno soprano quello del secondo soprano o del mezzosoprano o del contralto, il flicorno tenore (quasi sempre sostituito dal trombone tenore a macchina o a cilindri, detto "da canto") quello del tenore, al flicorno baritono, o all'eufonio, quello del baritono o del basso.

### Fanfara
Sono dette fanfare le formazioni musicali da parata composte esclusivamente da ottoni (come la celebre Fanfara dei Bersaglieri). Il loro repertorio è incentrato sulle marce militari, anche se non mancano trascrizioni di altri generi musicali.

### Banda di ottoni (brassband)
È una formazione bandistica da concerto composta esclusivamente da ottoni e percussioni.
Una sua variante moderna è la powerbrass. È una derivazione delle formazioni di carnevale Svizzere dette "Guggenmusik". Formazione composta in linea di massima da: 4-6 bassi tuba o susafoni, 10 tromboni a coulisse se suddivisi in 3 voci, 10 trombe anch'esse suddivise in 3 voci, 4-6 flicorni baritoni.
Per quanto riguarda le percussioni la formazione-tipo è composta da 4-6 grancasse, 4-6 batterie e possono esserci anche dei percussionisti con piccoli strumenti vari.
Le particolarità di questi gruppi sono che al momento sono limitate alla Svizzera ed alla Germania, il repertorio è tratto dalla musica moderna e pop-rock dagli anni '70 in avanti. I brani in genere sono arrangiati dai direttori stessi (non vi sono ancora compositori e arrangiatori in questo settore).

### Brassband di tradizione inglese
La Brassband inglese è una formazione musicale da concerto composta da un organico ben preciso di ottoni e percussioni.
Nata nelle realtà musicale inglesi, questa formazione prevede un organico ben determinato (ratificato dalle varie Associazioni di Brassband e necessario per poter accedere ai concorsi e alle competizioni organizzate per queste formazioni) e limitato a specifici strumenti, escludendo ad esempio trombe e corni, presenti invece nelle orchestre e nelle bande.
L'organico standard prevede:
- 1 cornetta soprano in Mi♭
- 9 cornette in Si♭. In prima fila: una prima cornetta, tre cornette soliste; in seconda fila una cornetta repiano, 2 seconde cornette e 2 terze cornette
- 1 flugelhorn (anche detto flicorno soprano) in Si♭
- 3 tenor horns (anche detti flicorni contralti) in Mi♭
- 2 baritone horns (in Si♭)
- 2 tromboni tenori (in Si♭)
- 1 trombone basso (in Si♭)
- 2 eufonium (in Si♭)
- 2 bassi tuba in Mi♭
- 2 bassi tuba in Si♭
- da 2 a 4 percussionisti

Questa formazione, che ha grande diffusione in paesi come il Regno Unito, vanta un grande repertorio originale, oltre ad innumerevoli trascrizioni.
Fra le formazioni più conosciute si ricordano i Black Dyke Band, la Grimethorpe Colliery Band, la Cory Band e la Brass Band 13 Étoiles.

## La letteratura bandistica
Il repertorio originale eseguito dalle bande musicali spazia dalle marce da parata e marce sinfoniche fino a composizioni di carattere sinfonico o comunque destinate ai concerti. La tradizione bandistica italiana ha goduto del favore di molti tra i nomi più famosi dell'Ottocento musicale italiano, come Giuseppe Verdi, Amilcare Ponchielli, Pietro Mascagni e Davide Delle Cese, autori che hanno ricoperto il ruolo di maestro di banda e hanno composto per banda.
La banda ha avuto un ruolo importante anche nella storia dell'opera, soprattutto a partire dall'Ottocento, talvolta presente sulla scena (La gazza ladra) ma più spesso impiegata come seconda orchestra dietro le quinte, con effetto di musica di scena. All'epoca di Verdi la prassi era di scrivere i passi operistici per banda su due pentagrammi, senza strumentazione. La distribuzione delle parti spettava al maestro di banda.
Ma l'indiscusso merito della lenta trasformazione delle bande italiane va ad Alessandro Vessella, direttore della banda comunale di Roma dal 1885 al 1921, autore di un importantissimo testo di strumentazione e geniale innovatore dell'organico bandistico.
L'evoluzione delle bande musicali è stata anche determinata da quegli autori che hanno dedicato il loro talento artistico principalmente alla scrittura bandistica come Rocco Cristiano, le cui composizioni sono tuttora eseguite da numerose bande italiane; Massimo Boario, autore di 580 opere. Nei paesi anglosassoni sono da ricordare almeno John Philip Sousa e Kenneth J. Alford. Più recentemente, fra i numerosi musicisti che si sono cimentati nella scrittura per banda troviamo anche compositori colti e anche d'avanguardia come Arnold Schönberg, Charles Ives, Darius Milhaud, Paul Hindemith, Ralph Vaughan Williams, Samuel Barber, Gustav Holst e nomi di altrettanto valore ma di inferiore notorietà, quali ad esempio Alfred Reed.
In Italia, sviluppi rilevanti nel modo di concepire la composizione per banda si sono avuti nel corso della seconda metà del Novecento, grazie all'arrivo di un nuovo repertorio, per merito di alcune case editrici olandesi e statunitensi. La maggior parte dei compositori contemporanei di brani originali per banda proviene infatti da questi due paesi, oltre che dal Belgio e dall'Italia. I principali sono o sono stati Alfred Reed, Johan de Meji, Jan Van der Roost, Hardy Mertens, Roland Kernen, Henk van Lijnschooten, Philip Sparke, Bert Appermont, Jacob de Haan, Andrè Waignein, Thierry Deleruyelle, Otto M. Schwarz. Nel nostro paese ricordiamo, tra gli altri, Giuseppe Piantoni, Giovanni Orsomando, Salvatore Pucci, Giovanni Ligasacchi, Carlo Pirola, Lorenzo Della Fonte, Piero Vidale, Gastone Lottieri, Pietro Lanzilotta, Amedeo Vella, Nicola Corbascio, Nunzio Ortolano, Lorenzo Pusceddu. Importante anche il contributo spagnolo, dove esiste una ricchissima tradizione. Anche in questo paese i compositori sono molti, uno tra tutti affermato a livello mondiale è il valenciano Ferrer Ferran.

### Generi non marciabili
La banda tradizionale, oltre al repertorio marciabile, può anche eseguire brani ballabili, come valzer, mazurke, polke, nonché musica folk, inni e canti patriottici per le festività nazionali e brani sacri come i canti mariani o comunque ecclesiastici, per occasioni come cerimonie e feste legate alla religione.

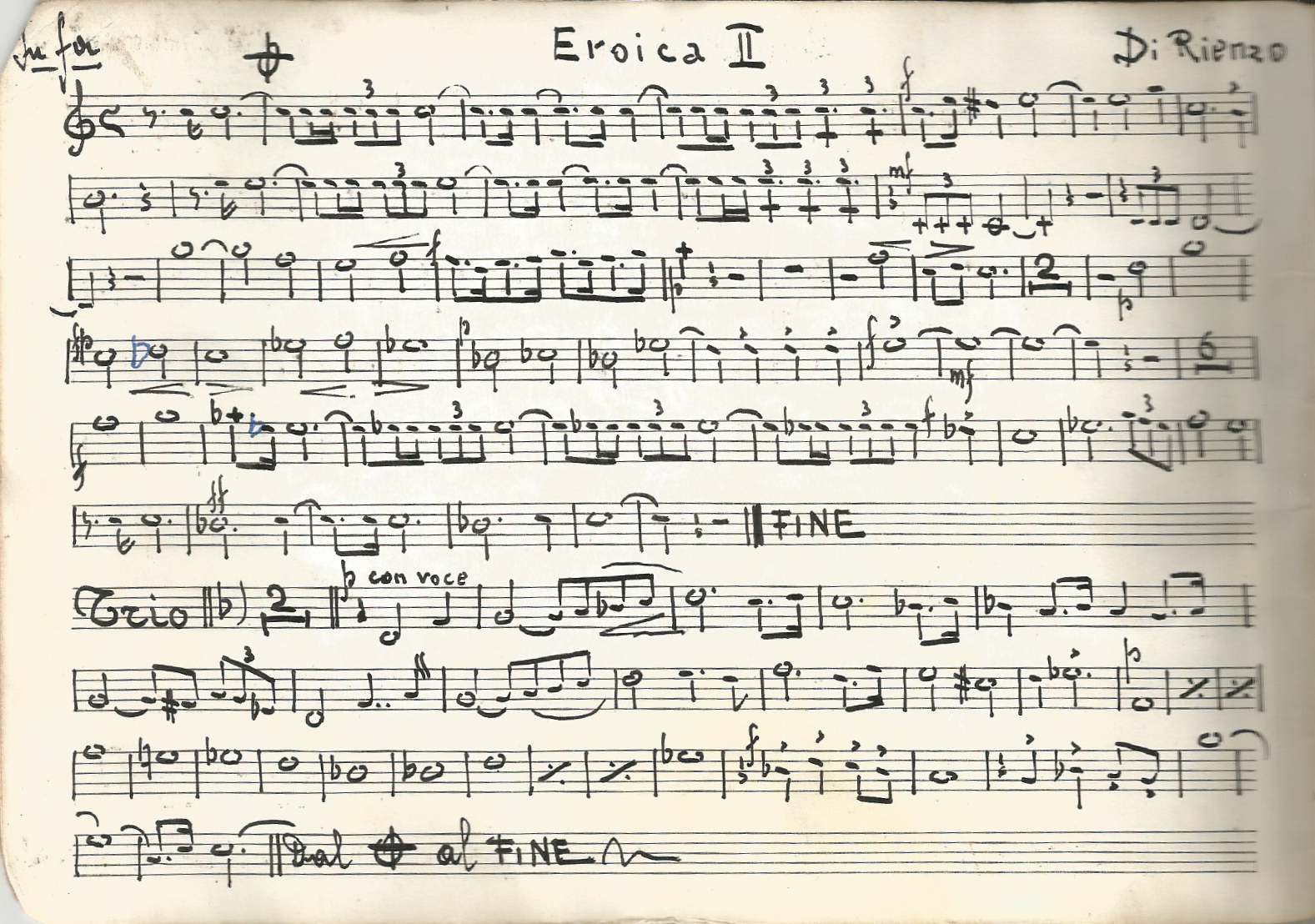
Parte per primo corno in fa di Eroica Seconda, marcia sinfonica di Concezio Di Rienzo

### Musica originale per banda
Questo genere di musica non consiste in arrangiamenti di opere più conosciute ma nasce espressamente per le formazioni tipiche di un'orchestra di fiati. In Europa la nazione pioniera di questo genere sono stati i Paesi Bassi che sono tutt'oggi patria delle migliori orchestre di fiati europee e dei più noti compositori di questo genere. In realtà, anche in Italia il genere è stato praticato da molti compositori, sia durante l'Ottocento, da autori come Giuseppe, Paolo e Vittorio Flippa e Giuseppe Manente, sia durante il Novecento, con autori come Mariano Bartolucci, Francesco Pellegrino, Giovanni Orsomando, Enrico Sabatini, Gastone Lottieri ecc. Le forme principali della musica originale italiana sono la sinfonia (specie quella di stile rossiniano), l'intermezzo sinfonico, la fantasia originale e il quadro sinfonico.
La moderna musica originale per banda è stata invece introdotta durante gli anni '80 grazie all'attività di molti direttori di banda, andandosi via via diffondendo fino a dar vita ad un vasto cambiamento culturale in ambito bandistico.
Esistono sei livelli di difficoltà d'esecuzione della musica originale per banda dove il livello 1 è il più semplice.

## Concorsi bandistici
Esistono vari concorsi per bande musicali, dove le formazioni possono confrontarsi ed essere valutate da giurie esperte.
I più importanti a livello europeo sono: Kerkrade (Paesi Bassi) ogni quattro anni - WMC - World Music Contest, al quale abitualmente partecipano formazioni da tutto il mondo e il Certamen Internacional de Bandas de Musica Ciudad de Valencia (Spagna) che è anche il concorso più antico d'Europa (prima edizione nel 1886) e il più recente GMBC "Genève Music Band Contest" che si svolge a Ginevra (Svizzera).
In Italia troviamo fra i più famosi i seguenti:
- Concorso bandistico internazionale "Flicorno d'oro", a Riva del Garda (Trento)
- Concorso bandisitco internazionale del FVG "Silvio Zanchetta", a Bertiolo (Udine)[6]
- Concorso bandistico internazionale Vallée d'Aoste, a Saint Vincent (Aosta)
- La Bacchetta d'oro, a Fiuggi (Frosinone)
- Concorso bandistico nazionale "Loreto Perrini", a Castelbuono (Palermo)
- Concorso nazionale bandistico AMA Calabria
- Concorso - Festival internazionale di bande musicale, a Giulianova (Teramo)
- Concorso bandistico "Città di Scandicci", a Scandicci (Firenze)
- Concorso - Taormina Music Festival, a Taormina (Messina)